# Арена Арда
„Арена Арда“ е многофункционален спортен комплекс в Кърджали.

## История
Построен е в началото на 1960-те години, но официално е открит през 1963 г. Намира се в парк „Отдих и култура“ (по-известен като парк „Простор“). За времето си е сред най-модерните стадиони в страната.
Разполага с футболен терен 105 х 68 m, олимпийска лекоатлетическа писта, в съответствие с всички международни изисквания, коментаторска кабина, 2 главни входа и 2 изхода в сектори „Б“ и „Г“. Ремонтиран е през 80-те години на ХХ век и е сред първите в България стадиони, оборудвани с индивидуални пластмасови седалки (което намалява капацитета му до около 15 000 седящи места). Теренът е снабден с дренаж, който не позволява задържането на вода дори при дъжд.
Преди години „Дружбата“ (както местните хора наричат стадиона) е ставал арена на много дербита от всички нива на българския футбол, както и на няколко международни срещи. За мача с най-голяма посещаемост се счита финалният мач за Купата на България между Левски (София) и Ботев (Пловдив) през 1984 г. (тогава „Левски-Спартак“ и „Тракия“), като по неофициални данни са присъствали около 30 000 души.

## Приложение
Официално стадионът се използва от футболен клуб Арда (Кърджали). Тук тренират също и групи по лека атлетика.
На стадиона са провеждани и концерти.

## Състояние
Настъпилите в края на XX век промени и липсата на средства за спорт влошават значително състоянието на стадиона и към 2010 г. той вече не отговаря дори на основните изисквания за провеждане на мачове. Терена е занемарен, а трибуните в окаяно състояние.
През лятото на 2011 г. под новото ръководство на Арда (Кърджали) биват извършени ремонтни дейности по сектор А и терена, но те се оказват недостатъчни дори за провеждане на мачове от В АФГ. Стига се до отнемане на лиценза и се налага Арда да играе домакинските си мачове в Ардино и Перперек.
През 2014 г. започват преговори за ремонт на стадиона и привеждането му във вид, отговарящ на изискванията на БФС.

## Ремонт
В края на януари 2015 г. стартира основен ремонт, финансиран от Министерството на младежта и спорта. Стойността на осигурените за проекта средства е 1 786 888 лв. Предвижда се ремонтът да се изпълни в няколко етапа, в които да бъдат изцяло ремонтирани терена, трибуните, лекоатлетическата писта и административната сграда, да бъде снабден терена с нова автоматична поливна система, да се подменят и обновят изцяло ВиК и електроинсталациите.
Подменена е тревната настилка на терена, изградени са нова дренажна и автоматична поливна системи, отлята е нова бетонна основа на трибуните и са монтирани 5500 пластмасови седалки, монтирана е метална ограда около терена, обособена е и клетка за публиката на гостуващите отбори в северната трибуна, административната сграда е основно ремонтирана, ремонтирани са и входовете и изходите, както и подходите към тях.
Така в началото на 2017 г. окончателно става ясно, че през новия сезон Арда ще играе отново на стадион Дружба след близо петгодишно прекъсване. На 3 юли 2017 г. Арда провежда първа тренировка на обновения стадион, а на 5 август се изиграва и първия мач след ремонта – Арда побеждава Димитровград с 2:0 пред близо 3000 души в последна среща от предсезонната си подготовка. В края на септември седалките под покритата част на сектор А са демонтирани след като новото ръководство на отбора решава да замени пластмасовите седалки с нови кожени от по-висок клас и така във въпросната част от сектора да се обособи ВИП ложа. В същия период са демонтирани и малко по-рано изградените резервни скамейки, които проектирани напълно погрешно и пречат на видимостта на близо 2/3 от зрителите в сектор А, като на тяхно място започва изграждането на нови, така че да не нарушават видимостта към терена. Новият проект предвижда част от резервните скамейки да са под нивото на терена, така както са били разположени и преди ремонта.
Вторият етап на ремонта предвижда монтиране на още около 12 000 седалки, които ще запълнят останалата част от трибуните, полагане на настилка и довършване ремонта на лекоатлетическата писта и изграждане на система за изкуствено осветление. Предвидено е и цялостно реновиране на тренировъчния терен, прилежащ към стадиона.
През лятото на 2018 г. са монтирани седалки на сектор Б, както и на останалата част от сектор В. Монтирани са прегради между секторите, обособени са отделни входове за всеки от тях. В този период е изградена и новата настилка на лекоатлетическата писта. Тя е от висок клас и е в син цвят.
Въпреки мащабните ремонтни дейности, липсата на осветление не дава възможност на Арда да играе първия си сезон елита у дома. За домакинските мачове през сезон 2019-20 ръководството на отбора избира стадион Локомотив в Пловдив. Все пак, предвид ранния час, ръководството на БФС позволява първия мач на Арда да се играе на стадион Арена Арда. На 13 юли 2019г. Арда посреща Ботев (Пловдив) на стадион Арена Арда. Поради проливен дъжд мача е прекратен в четвъртата минута и доигран на следващия ден.
През сезон 2019-20, докато Арда домакинства в Пловдив, на стадион Арена Арда ремонтите продължават - сменена е изцяло тревната настилка, ремонтират се подходите на сектори Б и Г. В началото на 2020г. ръководството провежда конкурс за изпълнител на изкуствено осветление на стадион Арена Арда. Последвалите проблеми, свързани с пандемията Ковид 19, забавят проекта но в началото на лятото строителните дейност започват. Паралелно с изграждането на осветителна система започва изграждане на метална конструкция в сектор Б за монтаж на електронно информационно табло. Също така в сектор В се изливат бетонни фундаменти за изграждане на покритие, тип козирка, над сектора. В началото на август 2020г. осветителната система и таблото са завършени и тествани успешно. На 15 август 2020 г. се изиграва първия мач на изкуствено осветление, в който Арда посреща Левски.
След ремонта:
- Тревно покритие от ново поколение, съобразено с местния климат
- Електронно информационно табло - LED екран с площ 45m²
- Осветление - 4 броя мачти с по 45 бр. LED осветителни тела (единствена, в България, LED система)

## Арена Арда
На 28 юни 2018 г. с решение на ОС стадион „Дружба“ се преименува на „Арена Арда“.